# Wolf-Dietrich Niemeier
Wolf-Dietrich Niemeier (* 1. Mai 1947 in Göttingen) ist ein deutscher Klassischer Archäologe.

## Leben
Niemeier legte 1966 das Abitur am humanistischen Max-Planck-Gymnasium in Göttingen ab. Nach dem Wehrdienst studierte er 1968–1974 Klassische Archäologie, Alte Geschichte, Vor- und Frühgeschichte und Vorderasiatische Archäologie an der Universität Göttingen. 1974 bis 1976 setzte er das Studium an der Universität Mannheim und der Universität Heidelberg fort und wurde 1976 an der Universität Mannheim bei Wolfgang Schiering mit einer Arbeit über „Die Palaststilkeramik von Knossos. Stil, Chronologie und historischer Kontext“ promoviert. Von 1976 bis 1979 war er Wissenschaftlicher Mitarbeiter am Corpus der minoischen und mykenischen Siegel der Mainzer Akademie der Wissenschaften und der Literatur in Marburg, von 1979 bis 1982 Wissenschaftlicher Mitarbeiter am Vorgeschichtlichen Seminar der Universität Marburg und nahm als stellvertretender Grabungsleiter an der Ausgrabung in S. Maria d’Anglona (Süditalien) teil. Von 1983 bis 1986 war er Allgemeiner Referent an der Abteilung Athen des Deutschen Archäologischen Instituts und arbeitete bei den Grabungen im Heraion von Samos mit.
1986 wurde Niemeier C 2-Professor am Institut für Klassische Archäologie an der Universität Freiburg und führte von dort in Zusammenarbeit mit Aharon Kempinski (Universität Tel Aviv) 1989–1993 Ausgrabungen in Tel Kabri (Israel). 1991 wurde er auf eine C 3-Professur am Archäologischen Institut der Universität Heidelberg berufen, wo er als Nachfolger von Jörg Schäfer die Tradition der dortigen zweiten Professur für Klassische Archäologie mit einem Schwerpunkt in der Ägäischen Frühzeit fortführen konnte und 1994 bis 2004 Ausgrabungen in den bronzezeitlichen Schichten von Milet (West-Türkei) durchführte. 2001 wurde er zum Ersten Direktor der athenischen Abteilung des Deutschen Archäologischen Instituts ernannt. Dieses Amt hatte er bis zu seiner Pensionierung im Jahr 2012 inne und leitete Ausgrabungen im Kerameikos von Athen, im Orakelheiligtum des Apollon von Abai/Kalapodi und im Heraion von Samos. Seine Nachfolgerin in Athen wurde 2013 Katja Sporn.
Zu seinen Spezialgebieten gehört die Archäologie der Ägäis von der Bronzezeit bis zur Archaischen Periode, mit der er sich in diversen Publikationen sowie bei bedeutenden Feldforschungen beschäftigte. Seit 1980 ist Niemeier mit der Prähistorikern Barbara Niemeier geb. Mühlberger verheiratet, mit der er in all seinen Projekten zusammengearbeitet hat.
Niemeier ist ordentliches Mitglied des Deutschen Archäologischen Instituts, wirkliches Mitglied des Österreichischen Archäologischen Instituts, korrespondierendes Mitglied des Archaeological Institute of America und Ehrenmitglied der Archäologischen Gesellschaft in Athen. 2002 erhielt er die Ehrendoktorwürde der Universität Liège, 2019 die der Nationalen und Kapodistrias-Universität Athen. Vorträge und Gastprofessuren führten Niemeier auf alle fünf Kontinente. 

## Schriften
- Die Palaststilkeramik von Knossos. Stil, Chronologie und historischer Kontext (= Archäologische Forschungen. Band 13). Mann, Berlin 1985, ISBN 3-7861-1184-7 (zugleich Dissertation, Universität Mannheim 1975/76).
- mit Meral Akurgal, Michael Kerschner und Hans Mommsen: Töpferzentren der Ostägäis. Archäometrische und archäologische Untersuchungen zur mykenischen, geometrischen und archaischen Keramik aus Fundorten in Westkleinasien (= Ergänzungshefte zu den Jahresheften des Österreichischen Archäologischen Institutes. Heft 3). Österreichisches Archäologisches Institut, Wien 2002, ISBN 3-900305-39-0.
- mit Peter C. Bol und Robert Strasser: Griechenland. Ein Führer zu den antiken Stätten. Reclam, Stuttgart 1998, ISBN 3-15-009627-8, 2. Auflage 2004.
- Der Kuros vom heiligen Tor. Überraschende Neufunde archaischer Skulptur im Kerameikos in Athen (= Antike Welt. Sonderband). Philipp von Zabern, Mainz 2002, ISBN 3-8053-2956-3.
- Das Orakelheiligtum des Apollon von Abai/Kalapodi Eines der bedeutendsten griechischen Heiligtümer nach den Ergebnissen der neuen Ausgrabungen: Harrassowitz, Wiesbaden 2016, ISBN 978-3-447-10708-2.
- mit Hans Walter und Angelika Clemente: Ursprung und Frühzeit des Heraion von Samos. Teil 1: Topographie, Architektur und Geschichte (= Samos Bd. 21, 1). Reichert, Wiesbaden 2019, ISBN 978-3-95490-399-3.